# Собор новомучеников и исповедников Соловецких
Собор новомучеников и исповедников Соловецких — праздник Русской православной церкви, установлен в память новомучеников и исповедников Российских, находившихся в заключении в Соловецком лагере особого назначения. Празднование установлено указом патриарха Алексия II от 25 марта 2000 года. Текст службы праздника утверждён определением Священного синода Русской православной церкви от 27 декабря 2011 года (журнал № 163).
В Соловецкой обители находится икона «Собор новомучеников и исповедников Соловецких». Автор иконы — Ольга Клодт-Володина.

## Священномученики
- Евгений (Зернов), митрополит Нижегородский †1937;
- Александр (Щукин), архиепископ Семипалатинский †1937;
- Дамиан (Воскресенский), архиепископ Курский †1937;
- Захария (Лобов), архиепископ Воронежский †1937;
- Иларион (Троицкий), архиепископ Верейский †1929;
- Иувеналий (Масловский), архиепископ Рязанский †1937;
- Петр (Зверев), архиепископ Воронежский †1929;
- Прокопий (Титов), архиепископ Херсонский †1937;
- Серафим (Самойлович), архиепископ Угличский †1937;
- Амфилохий (Скворцов), епископ Красноярский †1937;
- Антоний (Панкеев), епископ Белгородский †1937;
- Аркадий (Остальский), епископ Бежецкий †1937;
- Василий (Зеленцов), епископ Прилукский †1930;
- Дамаскин (Цедрик), епископ Стародубский †1937;
- Игнатий (Садковский), епископ Скопинский †1938;
- Иоасаф (Жевахов), епископ Могилевский †1937;
- Никодим (Кононов), епископ Белгородский †1918;
- Онисим (Пылаев), епископ Тульский †1937;
- Александр Сахаров, протоиерей †1927;
- Владимир Лозина-Лозинский, протоиерей †1937;
- Владимир Медведюк, протоиерей †1937;
- Александр Орлов, иерей †1937;
- Иоанн Стеблин-Каменский, иерей †1930;
- Николай Правдолюбов, иерей †1941;
- Николай Восторгов, иерей †1930;

## Священноисповедники
- Амвросий (Полянский), епископ Каменец-Подольский †1932;
- Афанасий (Сахаров), епископ Ковровский †1962;
- Виктор (Островидов), епископ Глазовский †1934;
- Роман Медведь, протоиерей †1937;
- Сергий Голощапов, протоиерей †1937;
- Сергий Правдолюбов, протоиерей †1950;
- Николай Лебедев, иерей †1933;
- Пётр Чельцов, иерей †1972;

## Преподобномученики
- Вениамин (Кононов), архимандрит †1928;
- Иннокентий (Беда), архимандрит †1928;
- Никифор (Кучин), иеромонах †1928;

## Преподобноисповедник
- Никон (Беляев), иеромонах †1931;

## Мученики
- Владимир Правдолюбов †1937;
- Стефан Наливайко †1945;
- Анна Лыкошина †1925;
- Вера Самсонова †1940.